# 광교고등학교
광교고등학교(光敎高等學校)는 대한민국 경기도 수원시 영통구 이의동에 위치한 공립 고등학교이다.

## 학교 연혁
- 2012년 1월 2일 : 경기도 도립학교 설치조례 제4320호 공포(3년제 30학급)
- 2012년 3월 2일 : 개교 (1학년 10학급, 2학년 2학급)
- 2012년 3월 2일 : 제1회 신입생 343명 입학, 2학년 17명 전입학
- 2012년 3월 2일 : 초대 김용태 교장 취임
- 2014년 2월 11일 : 제1회 졸업식(2학급 45명)
- 2022년 3월 1일 : 제4대 교장 취임
- 2024년 1월 8일 : 제11회 졸업식(10학급 250명)
- 2024년 3월 4일 : 제13회 신입생 275명 입학

## 참고 자료
- 광교고등학교 - 한국교육학술정보원 학교알리미